# 戈瑟费尔德
戈瑟费尔德（德語：Goosefeld）是德国石勒苏益格－荷尔斯泰因州的一个市镇。总面积9.81平方公里，总人口772人，其中男性393人，女性379人（2011年12月31日），人口密度79人/平方公里。